# (17391) 1981 EK39
A (17391) 1981 EK39 a Naprendszer kisbolygóövében található aszteroida. Schelte J. Bus fedezte fel 1981. március 2-án.